# Wald-Hornkraut
Das Wald-Hornkraut (Cerastium sylvaticum) ist eine Pflanzenart aus der Gattung Hornkräuter (Cerastium) innerhalb der Familie der Nelkengewächse (Caryophyllaceae).

## Beschreibung

### Vegetative Merkmale
Das Wald-Hornkraut ist eine einjährige bis ausdauernde krautige Pflanze und erreicht Wuchshöhen von 15 bis 70 Zentimetern. Der Stängel ist niederliegend-kriechend (und dann wurzelnd) oder schlaff aufsteigend und etwas klimmend.
Die unteren Laubblätter sind bei einer Breite von 10 bis 15 Millimetern spatelig, weich und zerstreut behaart und plötzlich in einen langen Blattstiel zusammengezogen. Die oberen Laubblätter sind gegenständig, bis zu 5 Zentimeter lang und bis zu 1 Zentimeter breit.

### Generative Merkmale
Die Blütezeit reicht von Juni bis Juli. Der Blütenstand ist ein sparrig verzweigtes Dichasium und enthält viele Blüten. Die unteren Tragblätter sind groß, laubig und ganz krautig. Die ziemlich langen Blütenstiele sind dicht kurz abstehend behaart und drüsig, nach der Anthese abstehend und am oberen nach abwärts gebogen.
Die Blüten sind radiärsymmetrisch und fünfzählig mit doppelter Blütenhülle. Die fünf Kelchblätter sind 3 bis 6 Millimeter lang, am Rande häutig und außen drüsig behaart. Die fünf freien weißen Kronblätter sind bis zur Hälfte ihrer Länge oder tiefer herzförmig gekerbt und bilden im ausgebreiteten Zustand eine Blütenkrone mit einem Durchmesser von 1 bis 1,5 Zentimetern.
Die Kapselfrucht ist schwach bis deutlich gekrümmt und etwas länger als der Kelch. Die Samen sind bei einem Durchmesser von 0,8 bis 1,3 Millimetern eiförmig und dicht warzig höckerig.
Die Chromosomenzahl beträgt 2n = 36.

## Vorkommen
Es gibt Fundortangaben für Italien, Österreich, die Slowakei, Slowenien, Kroatien, Ungarn, Polen, Litauen, die Ukraine, Moldau, Rumänien, Serbien, Montenegro, Albanien und die Türkei. Vom Wald-Hornkraut sind in Mitteleuropa außer in Österreich keine Standorte bekannt geworden. 
Interessant ist, dass es südlich der Alpen bis Nord- und Mittelitalien vorstößt. Von seinen klimatischen Ansprüchen her, könnte das Wald-Hornkraut auch in Mitteleuropa durchaus genügend Standorte besiedeln; warum dies bisher nicht geschehen ist, ist unbekannt. Ausbreitungstendenzen nach Westen sind bei dieser Art nicht bekannt geworden.
Das Wald-Hornkraut kommt in Oberösterreich selten, in den übrigen Bundesländern Österreichs zerstreut vor. Das Wald-Hornkraut steigt in den Alpen bis in Höhenlagen von etwa 1000 Metern auf.
Das Wald-Hornkraut besiedelt in Osteuropa (von der Ukraine bis ins Baltikum und in den nördlichen Teilen der Balkanhalbinsel) Wälder und Gebüsche sowie Ufer und Torfbrüche. Das Wald-Hornkraut gedeiht am besten auf humosen Wald- oder Torfböden, die dauerfeucht sein sollten.

## Taxonomie
Die Erstbeschreibung von Cerastium sylvaticum erfolgte 1802 durch Franz de Paula Adam von Waldstein und Pál Kitaibel in Descriptiones et Icones Plantarum Rariorum Hungariae, Band 1, Seite 100.

## Bilder

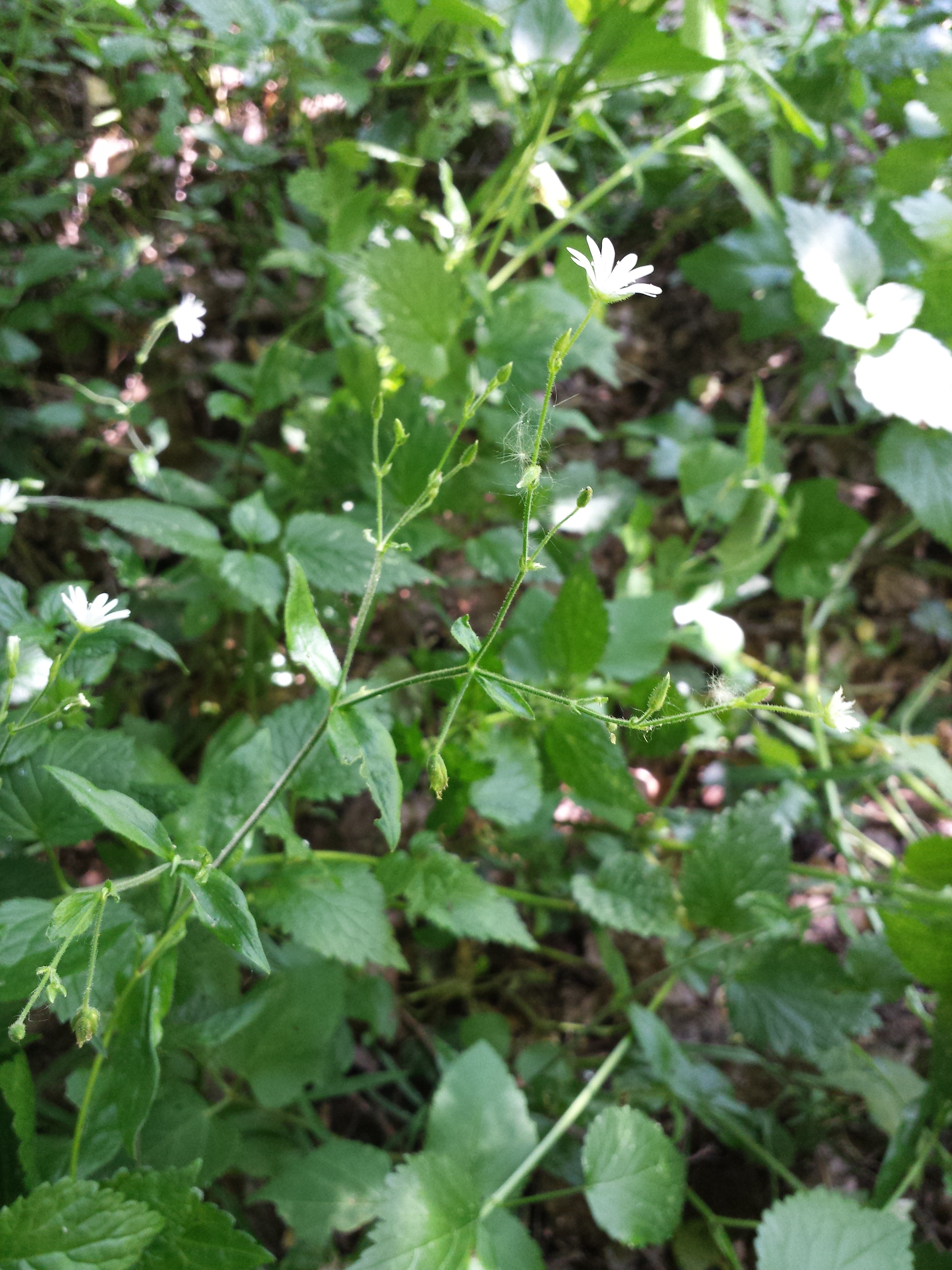
Habitus
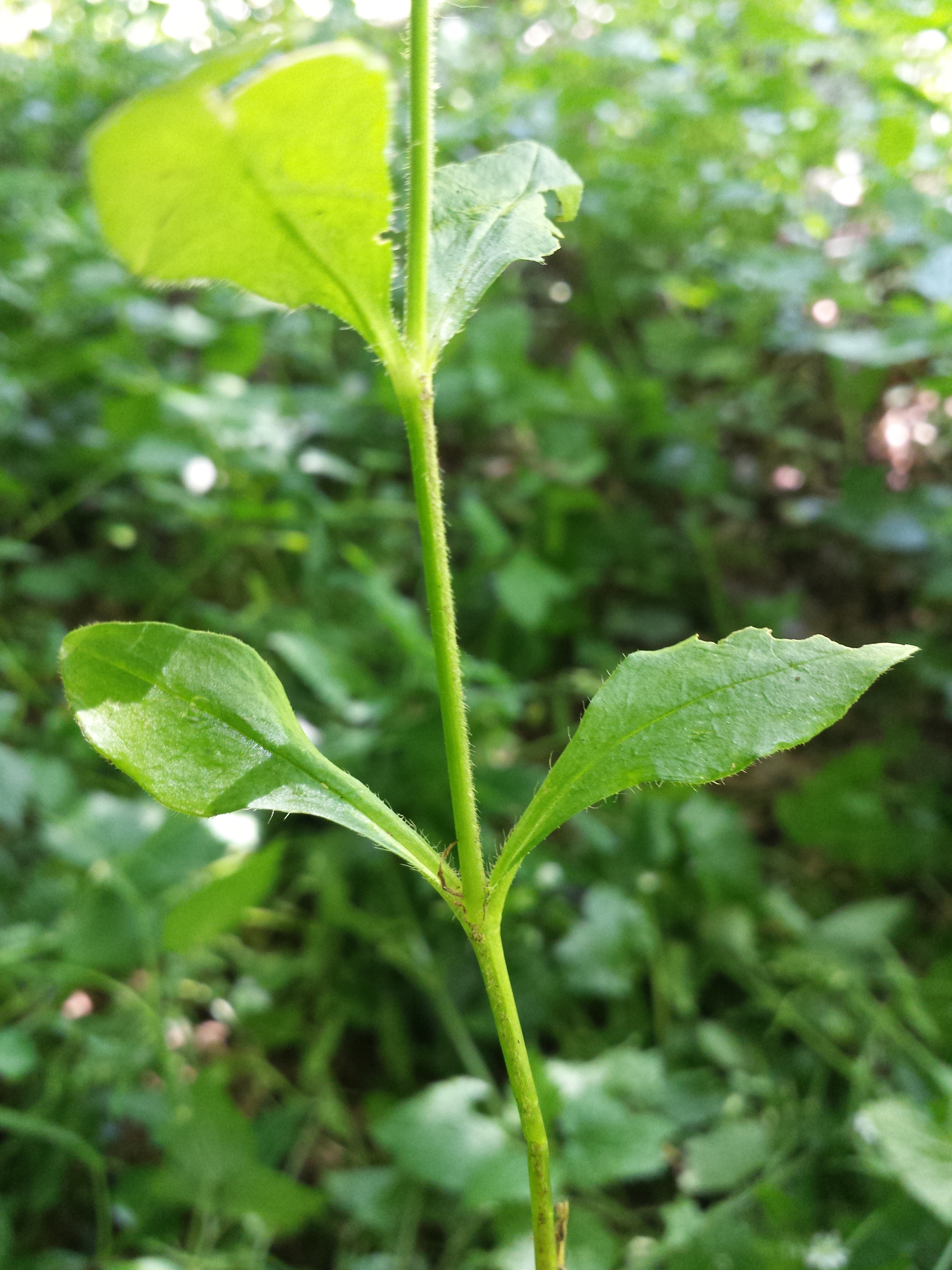
Stängel mit Laubblättern
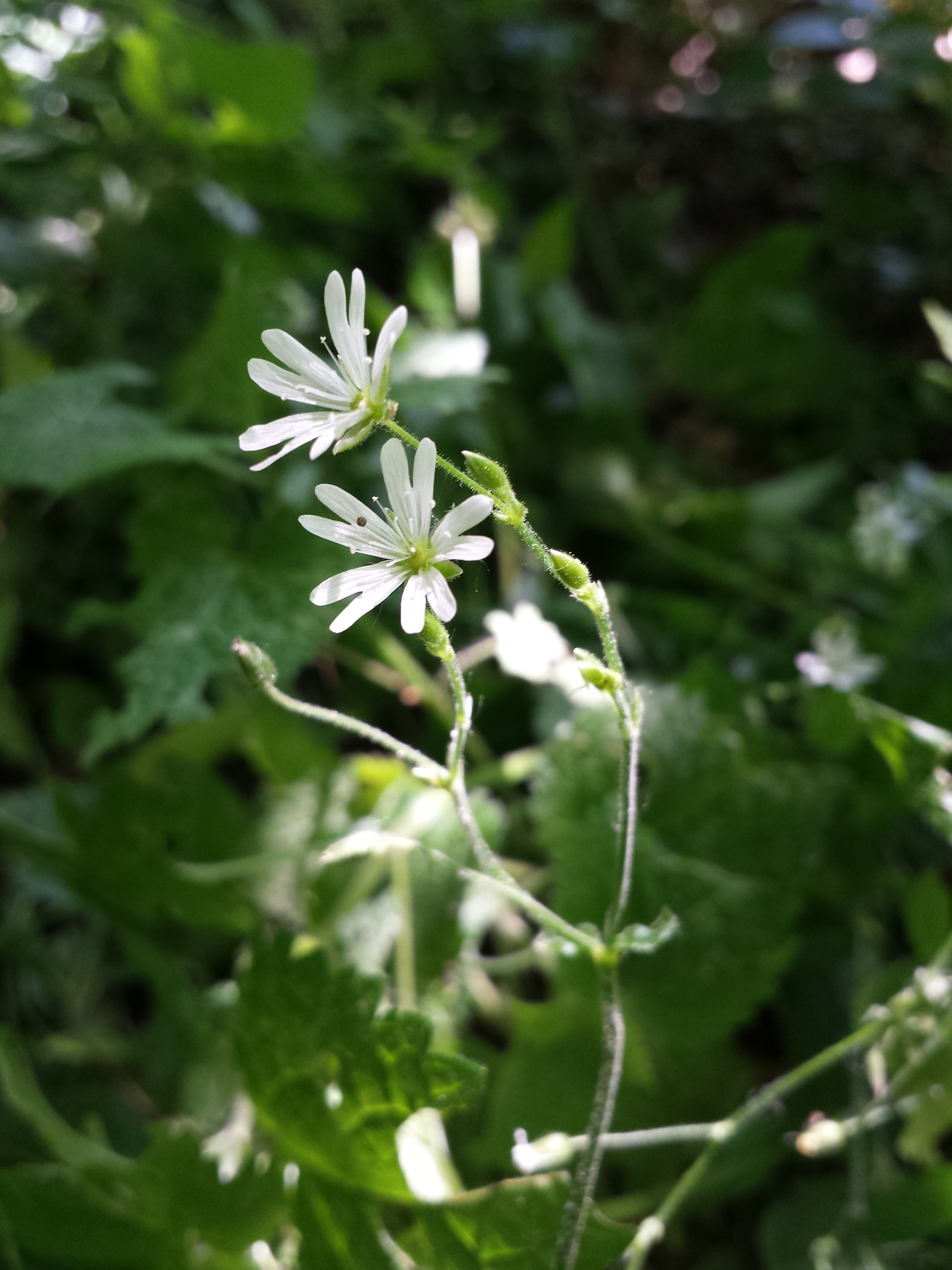
Blütenstand